# Abou Diaby
Vassiriki Abou Diaby (Parigi, 11 maggio 1986) è un ex calciatore francese, di ruolo centrocampista.
Calcisticamente cresciuto nel centro tecnico di Clairefontaine, ha capitanato con successo la nazionale francese Under-19 tra il 2004 ed il 2005, riuscendo anche a vincere il campionato europeo di categoria.
Il 13 marzo 2006 ha simbolicamente installato la prima poltroncina dell'Emirates Stadium, il nuovo stadio dell'Arsenal.

## Caratteristiche tecniche
Centrocampista molto forte fisicamente, giocava prevalentemente come mediano. Per la sua fisicità ed il suo passo è stato spesso paragonato a Patrick Vieira.
Dal 2006, anno in cui è stato acquistato dall'Arsenal, la sua carriera è stata condizionata da numerosi infortuni, che ne hanno condizionato le prestazioni e limitato le presenze sia con i club sia con la nazionale.

## Carriera

### Club

#### Auxerre
Diaby entrò nelle giovanili del Paris Saint-Germain a 13 anni. Lasciò il club 2 anni dopo, per andare all'Auxerre, con il quale vinse il campionato giovanile Under-16. Il suo allenatore (a quel tempo Christian Henna) lo descriveva come un tipo "molto bravo tecnicamente, elegante e veloce". Qui, diventò un centrocampista difensivo, sfruttando il suo fisico alto e imponente.
Diventò un calciatore professionista nell'Auxerre, dove giocò 10 partite in due stagioni. Il suo debutto arrivò quando entrò in campo, all'ultimo minuto, nella partita contro il Rennes, il 14 agosto 2004.

#### Arsenal
Il 13 gennaio 2006, Diaby firmò per l'Arsenal, in cambio di 2 milioni di sterline. Anche il Chelsea si interessò a lui, ma il ragazzo preferì i Gunners. Scelse la maglia numero 2, libera dal ritiro di Lee Dixon. Diaby fu acquistato per sostituire Patrick Vieira: i due, infatti, oltre al ruolo, hanno in comune anche il fisico. È in grado di giocare sia da centrocampista offensivo, che da schermo davanti alla difesa.
Debuttò nella partita tra Arsenal ed Everton del 21 gennaio 2006, mentre segnò il suo primo gol per i Gunners il 1º aprile del 2006, contro l'Aston Villa. Esattamente un mese dopo, però, si infortunò alla caviglia e restò fuori per 8 mesi. Tornò in campo il 9 gennaio 2007, quando sostituì Theo Walcott nel match di Coppa di Lega contro il Liverpool. Durante la finale del torneo, a Cardiff, Diaby fu coinvolto in uno scontro di gioco con John Terry: il ragazzo colpì con il suo piede, infatti, il capitano del Chelsea sulla mascella, in maniera assolutamente involontaria. Terry restò incosciente per diversi minuti e fu poi ricoverato in ospedale, ma fu dimesso nel tardo pomeriggio, senza apparenti problemi.
Iniziò il campionato 2007-2008 in maniera radiosa: Arsène Wenger lo impiegò al posto dell'infortunato Tomáš Rosický. Segnò una rete spettacolare contro il Derby County, da oltre 20 metri di distanza dalla porta. Il 12 dicembre 2007 segnò il suo primo gol in Champions League, contro la Steaua Bucarest. Fu il gol del momentaneo 1 a 0, in una partita terminata 2 a 1 per gli inglesi. Il 29 marzo 2008, Diaby fu espulso per la prima volta in carriera, a causa di un fallo su Grétar Rafn Steinsson del Bolton.
Segnò la seconda rete in Champions League contro il Liverpool, dando il vantaggio all'Arsenal. Dopo la partenza di Mathieu Flamini, lottò per un posto da titolare con Alexandre Song, Samir Nasri, Amaury Bischoff e Denílson. Nel mese di agosto, prima del campionato 2008-2009, Abou si procurò un infortunio alla coscia che lo tenne fuori fino al mese di ottobre. Il suo ritorno era previsto per dopo Euro 2008, ma così non fu. Ritornò dopo l'infortunio il 14 ottobre all'82º minuto della partita contro l'Everton. Il centrocampista è parso in gran forma, avendo fornito l'assist vincente per il goal di Theo Walcott contro i Toffees.
Segnò intanto il suo terzo centro in Champions League contro il Fenerbahçe il 21 ottobre. Nel mese di novembre Abou si infortunò nuovamente, stavolta all'addome, e saltò gli ultimi due impegni del mese; tuttavia, la stagione 2008-2009 è stata la sua migliore annata sin da quando è all'Arsenal; ha concluso con 36 presenze e 4 reti. Negli anni seguenti ha continuato ad essere bersagliato dalla sfortuna: nel marzo del 2013 si rompe il del crociato e nell'ottobre dello stesso anno ha una ricaduta - il 39º infortunio della sua carriera - che lo costringe a subire una nuova operazione.
Il 1º luglio 2015 il club londinese annuncia che il contratto in scadenza del calciatore francese non è stato rinnovato, lasciandolo così svincolato.

#### Olympique Marsiglia
Il 29 luglio 2015 firma un contratto di un anno, con opzione per il secondo, con l'Olympique Marsiglia, facendo così ritorno in Francia dopo nove anni e mezzo.

### Nazionale
Diaby fu convocato per 14 volte dalla Francia under 19, capitanando la squadra durante gli europei di categoria del 2005. A febbraio 2006, debuttò nella Francia under 21. A causa di un infortunio, però, saltò gli Europei Under-21 del 2006, così come la finale di Champions League.
Il 15 marzo 2007 arrivò la prima convocazione dalla Nazionale maggiore della Francia: debuttò sostituendo Florent Malouda nella partita valida per le qualificazioni ai campionato d'Europa 2008 contro la Lituania. Giocò 57 minuti nella partita successiva, contro l'Austria, terminata 1 a 0 per i transalpini. Mette a segno la sua prima rete in nazionale contro la Finlandia il 7 settembre del 2012, era una gara valida per le qualificazioni ai mondiali di Brasile 2014.

## Statistiche

### Presenze e reti nei club
Statistiche aggiornate al 1º settembre 2016.
| Stagione            | Squadra             | Campionato          | Campionato | Campionato | Coppe nazionali | Coppe nazionali | Coppe nazionali | Coppe europee | Coppe europee | Coppe europee | Altre coppe | Altre coppe | Altre coppe | Totale | Totale |
| Stagione            | Squadra             | Comp                | Pres       | Reti       | Comp            | Pres            | Reti            | Comp          | Pres          | Reti          | Comp        | Pres        | Reti        | Pres   | Reti   |
| ------------------- | ------------------- | ------------------- | ---------- | ---------- | --------------- | --------------- | --------------- | ------------- | ------------- | ------------- | ----------- | ----------- | ----------- | ------ | ------ |
| 2004-2005           | Auxerre             | L1                  | 5          | 0          | CF+CdL          | 0+0             | 0               | CU            | 2             | 0             | -           | -           | -           | 7      | 0      |
| 2005-gen. 2006      | Auxerre             | L1                  | 5          | 1          | CF+CdL          | 0+0             | 0               | CU            | 2             | 0             | SF          | -           | -           | 7      | 1      |
| Totale Auxerre      | Totale Auxerre      | Totale Auxerre      | 10         | 1          |                 | 0               | 0               |               | 4             | 0             |             | -           | -           | 14     | 1      |
| gen.-giu. 2006      | Arsenal             | PL                  | 12         | 1          | FACup+CdL       | 1+1             | 0               | UCL           | 2             | 0             | -           | -           | -           | 16     | 1      |
| 2006-2007           | Arsenal             | PL                  | 12         | 1          | FACup+CdL       | 1+4             | 0               | UCL           | 1             | 0             | -           | -           | -           | 18     | 1      |
| 2007-2008           | Arsenal             | PL                  | 15         | 1          | FACup+CdL       | 2+5             | 0+1             | UCL           | 6             | 2             | -           | -           | -           | 28     | 4      |
| 2008-2009           | Arsenal             | PL                  | 24         | 3          | FACup+CdL       | 5+0             | 0               | UCL           | 7             | 1             | -           | -           | -           | 36     | 4      |
| 2009-2010           | Arsenal             | PL                  | 29         | 6          | FACup+CdL       | 1+0             | 0               | UCL           | 10            | 1             | -           | -           | -           | 40     | 7      |
| 2010-2011           | Arsenal             | PL                  | 16         | 2          | FACup+CdL       | 3+0             | 0               | UCL           | 1             | 0             | -           | -           | -           | 20     | 2      |
| 2011-2012           | Arsenal             | PL                  | 4          | 0          | FACup+CdL       | 0+0             | 0               | UCL           | 1             | 0             | -           | -           | -           | 5      | 0      |
| 2012-2013           | Arsenal             | PL                  | 11         | 0          | FACup+CdL       | 3+0             | 0               | UCL           | 1             | 0             | -           | -           | -           | 15     | 0      |
| 2013-2014           | Arsenal             | PL                  | 1          | 0          | FACup+CdL       | 0+0             | 0               | UCL           | 0             | 0             | -           | -           | -           | 1      | 0      |
| 2014-2015           | Arsenal             | PL                  | 0          | 0          | FACup+CdL       | 0+1             | 0               | UCL           | 0             | 0             | CS          | 0           | 0           | 1      | 0      |
| Totale Arsenal      | Totale Arsenal      | Totale Arsenal      | 124        | 14         |                 | 27              | 1               |               | 29            | 4             |             | 0           | 0           | 180    | 19     |
| 2015-2016           | O. Marsiglia        | L1                  | 3          | 0          | CF+CdL          | 1+0             | 0               | UEL           | 0             | 0             | -           | -           | -           | 4      | 0      |
| 2016-2017           | O. Marsiglia        | L1                  | 2          | 0          | CF+CdL          | 0               | 0               | -             | -             | -             | -           | -           | -           | 2      | 0      |
| Totale O. Marsiglia | Totale O. Marsiglia | Totale O. Marsiglia | 5          | 0          |                 | 1               | 0               |               | 0             | 0             |             | -           | -           | 6      | 0      |
| Totale carriera     | Totale carriera     | Totale carriera     | 139        | 15         |                 | 28              | 1               |               | 33            | 4             |             | 0           | 0           | 200    | 19     |

### Cronologia presenze e reti in nazionale
| Cronologia completa delle presenze e delle reti in nazionale ― Francia | Cronologia completa delle presenze e delle reti in nazionale ― Francia | Cronologia completa delle presenze e delle reti in nazionale ― Francia | Cronologia completa delle presenze e delle reti in nazionale ― Francia | Cronologia completa delle presenze e delle reti in nazionale ― Francia | Cronologia completa delle presenze e delle reti in nazionale ― Francia | Cronologia completa delle presenze e delle reti in nazionale ― Francia | Cronologia completa delle presenze e delle reti in nazionale ― Francia |
| Data                                                                   | Città                                                                  | In casa                                                                | Risultato                                                              | Ospiti                                                                 | Competizione                                                           | Reti                                                                   | Note                                                                   |
| ---------------------------------------------------------------------- | ---------------------------------------------------------------------- | ---------------------------------------------------------------------- | ---------------------------------------------------------------------- | ---------------------------------------------------------------------- | ---------------------------------------------------------------------- | ---------------------------------------------------------------------- | ---------------------------------------------------------------------- |
| 24-3-2007                                                              | Kaunas                                                                 | Lituania                                                               | 0 – 1                                                                  | Francia                                                                | Qual. Euro 2008                                                        | -                                                                      | 89’                                                                    |
| 28-3-2007                                                              | Parigi                                                                 | Francia                                                                | 1 – 0                                                                  | Austria                                                                | Amichevole                                                             | -                                                                      | 77’                                                                    |
| 26-5-2010                                                              | Lens                                                                   | Francia                                                                | 2 – 1                                                                  | Costa Rica                                                             | Amichevole                                                             | -                                                                      | 77’                                                                    |
| 30-5-2010                                                              | Radès                                                                  | Tunisia                                                                | 1 – 1                                                                  | Francia                                                                | Amichevole                                                             | -                                                                      | 63’                                                                    |
| 4-6-2010                                                               | Saint-Pierre                                                           | Francia                                                                | 0 – 1                                                                  | Cina                                                                   | Amichevole                                                             | -                                                                      | 62’                                                                    |
| 11-6-2010                                                              | Città del Capo                                                         | Uruguay                                                                | 0 – 0                                                                  | Francia                                                                | Mondiali 2010 - 1º turno                                               | -                                                                      |                                                                        |
| 17-6-2010                                                              | Polokwane                                                              | Francia                                                                | 0 – 2                                                                  | Messico                                                                | Mondiali 2010 - 1º turno                                               | -                                                                      |                                                                        |
| 22-6-2010                                                              | Bloemfontein                                                           | Francia                                                                | 1 – 2                                                                  | Sudafrica                                                              | Mondiali 2010 - 1º turno                                               | -                                                                      |                                                                        |
| 3-9-2010                                                               | Parigi                                                                 | Francia                                                                | 0 – 1                                                                  | Bielorussia                                                            | Qual. Euro 2012                                                        | -                                                                      |                                                                        |
| 7-9-2010                                                               | Sarajevo                                                               | Bosnia ed Erzegovina                                                   | 0 – 2                                                                  | Francia                                                                | Qual. Euro 2012                                                        | -                                                                      |                                                                        |
| 12-10-2010                                                             | Parigi                                                                 | Francia                                                                | 2 – 0                                                                  | Lussemburgo                                                            | Qual. Euro 2012                                                        | -                                                                      |                                                                        |
| 9-2-2011                                                               | Parigi                                                                 | Francia                                                                | 1 – 0                                                                  | Brasile                                                                | Amichevole                                                             | -                                                                      | 59’                                                                    |
| 3-6-2011                                                               | Minsk                                                                  | Bielorussia                                                            | 1 – 1                                                                  | Francia                                                                | Qual. Euro 2012                                                        | -                                                                      | 72’                                                                    |
| 7-6-2011                                                               | Donec'k                                                                | Ucraina                                                                | 1 – 4                                                                  | Francia                                                                | Amichevole                                                             | -                                                                      | 77’                                                                    |
| 9-6-2011                                                               | Varsavia                                                               | Polonia                                                                | 0 – 1                                                                  | Francia                                                                | Amichevole                                                             | -                                                                      | 46’                                                                    |
| 7-9-2012                                                               | Helsinki                                                               | Finlandia                                                              | 0 – 1                                                                  | Francia                                                                | Qual. Mondiali 2014                                                    | 1                                                                      |                                                                        |
| Totale                                                                 |                                                                        | Presenze                                                               | 16                                                                     |                                                                        | Reti                                                                   | 1                                                                      |                                                                        |

## Palmarès

### Club
- Coppa d'Inghilterra: 2

Arsenal: 2013-2014, 2014-2015
- Community Shield: 1

Arsenal: 2014

### Nazionale
- Campionato d'Europa Under-19: 1

2005